# Rodrigue Moundounga
Rodrigue Moundounga (* 28. August 1982) ist ein gabunischer Fußballspieler.

## Karriere

### Klub
Er begann seine Karriere bei USM Libreville, mit welchen er in der Saison 2002 dann auch das Double aus Meisterschaft und Pokal gewinnen konnte. Nach seinem Wechsel zum Téléstar FC zur Saison 2004 gelang ihm hier am Ende der Spielzeit 2006 auch noch einmal der Pokalsieg. Weiter ging es dann zur Saison 2006/07 zum FC 105 Libreville, mit welchen er in der Saison dann auch direkt die Meisterschaft gewinnen konnte. Nach einer weiteren Spielzeit ging es dann innerhalb des Landes nochmal weiter zu AS Mangasport, bevor er zur Saison 2010/11 erstmals ins Ausland nach Tunesien wechselte. Dort schloss er sich Olympique Béja an, kam dort jedoch später nicht mehr auf allzu viele Einsätze.
Anschließend kehrte er wieder nach Gabun zurück und spielte für jeweils eine Saison beim AC Bongoville und dann beim CF Mounana. Zur Saison 2015 wechselte er dann wiederum zum Akanda FC, wo er für zwei Spielzeiten unter kam und spielte daran wiederum anschließend die Saison 2016/17 noch bei Lozo Sports.

### Nationalmannschaft
Seinen ersten Einsatz für die gabunische Nationalmannschaft bestritt er im Januar 2001, sein erstes großes Turnier war dann aber auch erst der Afrika-Cup 2010. Auch war er beim Afrika-Cup 2012 war er dabei, wo er jedoch zu keinem Einsatz kam. Nach dem Turnier absolvierte er noch vereinzelt Spiele für die Auswahl, sein letzter Einsatz war dann am 20. Januar 2016.